# Цената на славата
Цената на славата (на турски: Şöhret), в най-близък превод Слава) e турски драматичен сериал, излъчен премиерно през 2005 г. по ATV.

## Актьорски състав
- Аху Тюркпенче
- Атила Сарал
- Мурат Юналмъш
- Нурсели Идис
- Шебнем Дилигил
- Тюркян Килич
- Онур Байрактар
- Бурак Алтай
- Оя Окар
- Бенги Йозтюрк
- Кеворк Тюркер
- Ебру Гегиз
- Селма Ергеч
- Ялчън Дюмер

## В България
В България сериалът започва на 28 ноември 2011 г. по Нова телевизия, като се излъчва всеки делничен ден и завършва на 16 май 2012 г. Повторенията са по Диема Фемили. Ролите са озвучени от артистите Таня Димитрова, Венета Зюмбюлева, Десислава Знаменова, Ивайло Велчев и Христо Узунов. Обработката е извършена в Студио Доли.